# سرکت (روستا)
سرکت، روستایی است از توابع بخش کلیجان‌رستاق شهرستان ساری در استان مازندران ایران.
کت در زبان ایرانی به معنای کده، دهکده، آبادی و روستا است. و سرکت معنای بالای دهکده یا بالای روستا می‌دهد.

## جمعیت
این روستا در دهستان کلیجان‌رستاق علیا قرار داشته و براساس آخرین سرشماری مرکز آمار ایران که در سال ۱۳۸۵ صورت گرفته، جمعیت آن ۲۱۰نفر (۶۱خانوار) بوده‌است.